# Каміль Леконтр
Каміль Леконтр (фр. Camille Lecointre, нар. 25 лютого 1985) — французька яхтсменка, бронзова призерка Олімпійських ігор 2016 року.

## Виступи на Олімпіадах
| Олімпіада           | Дисципліна | Місце |
| ------------------- | ---------- | ----- |
| Лондон 2012         | 470        | 4     |
| Ріо-де-Жанейро 2016 | 470        | 3     |
| Токіо 2020          | 470        | 3     |

## Зовнішні посилання
- Каміль Леконтр — олімпійська статистика на сайті Sports-Reference.com (англ.) (архівна версія)